# Xenorhynchium
Xenorhynchium (лат.) — род одиночных ос (Eumeninae). Южная Азия (Индия и Пакистан).

## Описание
Осы средних размеров (15—20 мм). Основная окраска чёрная со светлыми отметинами. Взрослые самки охотятся на личинок насекомых, которые служат кормом для развития собственных личинок осы. От близких родов отличаются следующими признаками: метанотум выступает над проподеумом; проподеум со склеротизованными дорсолатеральными выступами; проподеум с субмаргинальным килем, не дифференцированным от вальвулы; тергит T1 сидячий. Нотаули отсутствуют. Эпикнемиальный киль развит. Средние голени с одной шпорой.

## Классификация
Род был описан в 1963 году для вида Xenorhynchium nitidulum (Vespa nitidula Fabricius, 1798). Род включают в состав подсемейства Eumeninae. Близок к Allodynerus и Pseudepipona, у которых метанотум не выступает над проподеумом, а проподеум без выступов.